# Сен-Дезир
Сен-Дези́р (фр. Saint-Désir) — коммуна во Франции, находится в регионе Нижняя Нормандия. Департамент коммуны — Кальвадос. Входит в состав кантона Лизьё 3-й кантон. Округ коммуны — Лизьё.
Код INSEE коммуны — 14574.

## Население
Население коммуны на 2010 год составляло 1662 человека.
| 1962 | 1968 | 1975 | 1982 | 1990 | 1999 | 2010 |
| ---- | ---- | ---- | ---- | ---- | ---- | ---- |
| 1048 | 1254 | 1448 | 1449 | 1598 | 1701 | 1662 |

## Экономика
В 2010 году среди 994 человек трудоспособного возраста (15—64 лет) 674 были экономически активными, 320 — неактивными (показатель активности — 67,8 %, в 1999 году было 68,7 %). Из 674 активных жителей работали 623 человека (335 мужчин и 288 женщин), безработных было 51 (23 мужчины и 28 женщин). Среди 320 неактивных 105 человек были учениками или студентами, 125 — пенсионерами, 90 были неактивными по другим причинам.